# リベルタ・ラマルケ
リベルタ・ラマルケ（Libertad Lamarque, 1908年11月24日 - 2000年12月12日）は、有名なアルゼンチンのタンゴの歌手であり、女優でもある。

## 生涯
リベルタ・ラマルケは1908年に当時パラナ川の新興工業都市として発展著しかったロサリオで生まれた。7歳の頃から子役として仕事をしていた。17歳で歌手としてレコード録音を果たし、その後、映画出演と同時にタンゴ歌唱で有名になった。
リベルタ・ラマルケのタンゴの録音では、フランシスコ・カナロ楽団での「ガウチョの嘆き」（Sentimiento Gaucho）や、「マドレセルバ」（Madreselva）が有名である。
映画撮影の際、遅刻してきた新人女優のエバ・ドゥアルテを強く叱ったが、この新人女優は後にフアン・ペロンと結婚しエバ・ペロンと改名して大統領夫人となり、リベルタ・ラマルケをアルゼンチンの芸能界から追放するよう影響力を行使したとされ、そのためリベルタ・ラマルケ自身メキシコに移ることを余儀なくされたと言われてきた。ただし、この話は事実でないと主張する専門家もいる。
その後、メキシコでも女優として活躍し、名声を得てタンゴ歌手としてスペイン語圏での活躍を続けた。エバ・ペロン没後1960年代にアルゼンチンのステージに復帰したものの、アメリカのフロリダで長く住み、2000年にメキシコ市で没した。娘も2014年に他界。